# ناحیه برگس، شهرستان باند، ایلینوی
ناحیه برگس، شهرستان باند، ایلینوی (به انگلیسی: Burgess Township) یک منطقهٔ مسکونی در ایالات متحده آمریکا است که در شهرستان باند، ایلینوی واقع شده‌است. ناحیه برگس ۲٬۴۳۹ نفر جمعیت دارد و ۱۵۹ متر بالاتر از سطح دریا واقع شده‌است.